# Elecciones generales de Camboya de 1981
Las elecciones generales de la República Popular de Kampuchea se dieron el 1 de mayo de 1981, y marcaron el establecimiento de un nuevo estado socialista prosoviético. Fueron los primeros comicios tras la caída del régimen de los Jemeres Rojos, y las últimas elecciones unipartidistas de Camboya. El Partido Popular de Camboya (en ese entonces Partido Revolucionario Popular de Kampuchea, fue el único partido en participar y ganó todos los 117 escaños de la Asamblea Nacional.
La participación rondó el 89.6%. Pen Sovan, el Secretario General del KPRP, se convirtió en primer ministro el 27 de junio de 1981, pero fue removido de su cargo el 5 de diciembre y reemplazado por Chan Sy.

## Antecedentes
En diciembre de 1978, la República Socialista de Vietnam, con el apoyo del Frente Nacional Unido para la Liberación de Kampuchea, invadieron la Kampuchea Democrática, sangriento régimen totalitario y reaccionario impuesto por Pol Pot en 1975. El grupo invasor tomó Nom Pen y depuso formalmente al dictador el 7 de enero de 1979. El 10 de enero, se proclamó la República Popular de Kampuchea, que no obtuvo casi ningún reconocimiento internacional.
En la primavera de 1981, el gobierno vietnamita comenzó sus esfuerzos para establecer un estado independiente en la zona ocupada. El 10 de marzo de 1981, Radio Phnom Penh anunció un proyecto de constitución, lo que provocó que los aldeanos eligieran a sus comités locales en un estrecho marco de tiempo debido a la presión creciente de organizaciones anti-vietnamitas.

## Proceso electoral
La elección general de 1981 es recordada ampliamente en Camboya como muy similar al modelo electoral vietnamita. Ellos establecieron un sistema de pluralidad y 20 distritos. La ley se indica que por cada distrito, tenía que haber más candidatos que puestos distribuidos. La magnitud del distrito varió de 2 a 13 asientos con un tamaño medio de 5,9. Había listas abiertas y múltiples votos, con el proceso de votación consistiendo en la elección de los candidatos, y los votantes tachando los nombres de aquellos que no deseaban votar.

## Resultados
Los resultados fueron emitidos por Radio Phnom Penh el mismo 1 de mayo. Se anunció la creación del nuevo Estado socialista bajo el dominio del Partido Revolucionario Popular de Kampuchea. Teniendo en cuenta que para ese entonces el único rival físico para la República Popular de Kampuchea eran los derrocados Jemeres Rojos, el partido se adjudicó la victoria en la guerra por el control del estado camboyano, y reivindicaron tener la mayoría del apoyo popular.
Los resultados sólo afirmaron los liderazgos de Heng Samrin y Pen Sovan, ya que se aseguraron 99.75% y el 99.63% de los votos circunscripción Nom Pen. Los diputados fueron elegidos directamente por períodos de cinco años, y la Asamblea se reunirán alrededor de dos veces al año. Hubo 117 candidatos electos, de 148 en total. El 29 de mayo de 1981, el Partido Revolucionario Popular de Kampuchea celebró un congreso de cuatro días en Nom Pen. Lê Duẩn, el primer secretario del Partido Comunista de Vietnam, junto con otros diez representantes extranjeros asistieron a esta reunión. El Cuarto Congreso del Partido anunció a Pen Sovan como Secretario General del Comité Central del Politburó y del Partido Revolucionario Popular de Kampuchea. Sin embargo, el 4 de diciembre de 1981, los vietnamitas reemplazaron a Sovan con Heng Samrin como Secretario General, a causa de los sentimientos pro-Moscú de Sovan.